# Siergiej Isakow
Siergiej Giennadijewicz Isakow (ros. Сергей Геннадиевич Исаков, ur. 30 września 1952 w Ałma-Acie, zm. 1 kwietnia 2002) – rosyjski florecista reprezentujący ZSRR, trzykrotny medalista mistrzostw świata.
Podczas mistrzostw świata w Göteborgu w 1973 roku reprezentacja ZSRR w składzie: Wasyl Stankowycz, Władimir Dienisow, Jurij Cziż, Siergiej Isakow i Anatolij Kotieszew zdobyła złoty medal w zawodach drużynowych. W tej samej konkurencji zdobył również srebrny medal na mistrzostwach świata w Budapeszcie w 1975 roku oraz brązowy na mistrzostwach świata w Buenos Aires dwa lata później
Nigdy nie wziął udziału w igrzyskach olimpijskich.
Po zakończeniu kariery był sędzią i trenerem.